# Hareng Bismarck
 (mai 2025).
Le hareng Bismarck est un hareng frais de la mer Baltique, mariné et fileté, traditionnellement conditionné dans de petits fûts en bois. Johann Wiechmann possédait un magasin à Stralsund, en Allemagne et sa femme, Karoline, préparait le hareng pour la vente. Wiechmann admirait le chancelier Otto von Bismarck et lui envoya un tonneau pour son anniversaire.
Lors de la création de l'Empire allemand, Wiechmann envoya un deuxième tonneau à Bismarck mais demanda cette fois l'autorisation de baptiser les harengs du nom du chancelier. Bismarck accepta et la recette originale du hareng Bismarck fut vendue jusqu'à la fin de la Seconde Guerre mondiale. Elle fut relancée en 1997 à Stralsund.